# Mencin
Mencin je priimek v Sloveniji, ki ga je po podatkih Statističnega urada Republike Slovenije na dan 1. januarja 2021 uporabljalo 167 oseb in je med vsemi priimki po pogostosti uporabe uvrščen na 2.665. mesto.

## Znani nosilci priimka
- Jože Mencin (*1954), pravnik, veteran vojne za Slovenijo
- Marjeta (Metka) Mencin (-Čeplak) (*1959), socialna psihologinja
- Ralf Čeplak (-Mencin) (*1955), etnolog (neevropski)
- Rudolf Mencin (1879—1968), šolnik, publicist
- Marjan Mencin, umetnik
- Tanja Mencin  (*1965), pisateljica in pesnica
- Tomaž Mencin (*1966), diplomat